# بيل ستار (لاعب كرة قاعدة)
بيل ستار (بالإنجليزية: Bill Starr)‏ هو لاعب كرة قاعدة أمريكي، ولد في 26 فبراير 1911 في بروكلين في الولايات المتحدة، وتوفي في 12 أغسطس 1991 في لاهويا في الولايات المتحدة.

## وصلات خارجية
- بيل ستار على موقعبيزبول رفرنس.كوم (الدوري الرئيسي) (الإنجليزية)
- بيل ستار على موقعبيزبول رفرنس.كوم (الدوري الثانوي) (الإنجليزية)